# Vlag van Ommen

Vlag van de gemeente Ommen

De vlag van Ommen is op 14 augustus 1956 vastgesteld als de gemeentelijke vlag van de Overijsselse gemeente Ommen. De vlag kan als volgt worden beschreven: 
Volgens de broekdiagonaal van geel (broekhoek) en wit (vluchttop); over alles heen een blauwe broekschuinbaan met een dikte gelijk aan 5/12 van de vlaghoogte, de deellijnen beginnend op 1/4 van de vlaghoogte en -lengte.
De kleuren zijn afgeleid van het gemeentewapen.
Opmerking: deze vlag is door Sierksma gespiegeld beschreven en weergegeven in het Nederlands Vlaggenboek.

## Verwante afbeelding

Wapen van Ommen

Almelo 
· Borne 
· Dalfsen 
· Deventer 
· Dinkelland 
· Enschede 
· Haaksbergen 
· Hardenberg 
· Hellendoorn 
· Hengelo 
· Hof van Twente 
· Kampen 
· Losser 
· Oldenzaal 
· Olst-Wijhe 
· Ommen 
· Raalte 
· Rijssen-Holten 
· Staphorst 
· Steenwijkerland 
· Tubbergen 
· Twenterand 
· Wierden 
· Zwartewaterland 
· Zwolle